# Rupert Evans
Rupert Evans (Stowe-by-Chartley, Staffordshire, Inglaterra; 9 de março de 1976) é um ator inglês. [22/03, 22:31] Meta AI: Rupert Evans é um ator britânico nascido em 9 de março de 1977. Ele é conhecido por seus papéis em várias produções de televisão e cinema.
Algumas de suas aparições notáveis incluem:
- "Hellboy" (2004) - Evans interpretou o papel de John Myers, um agente do FBI.
- "The Man in the High Castle" (2015-2019) - Evans interpretou o papel de Frank Frink, um personagem central na série.
- "Charmed" (2018-2022) - Evans interpretou o papel de Harry Greenwood, um anjo da guarda e mentor das irmãs Halliwell.
Rupert Evans também apareceu em outras produções, como "North & South", "Fingersmith" e "Parade's End". Ele é conhecido por sua versatilidade e habilidade em interpretar personagens complexos. Rupert teve um papel de destaque. A 2ª temporada da série Bridgerton

## Filmografia

### Filmes
- The Browning Version (1994)
- Hellboy (2004) como o agente do FBI John Myers
- Arritmia (2006) como Ali/Jeb
- Guantanamero como Matthew(2007)
- Agora (2009) como Synesius
- O Canal (2014) como David Willians
- Boneco do Mal (2016) como Malcolm

### Televisão
- Charmed (2018-2022) como Harry Greenwood
- The Man In The High Castle (2015-2018) como Frank Frink
- Emma (2009) como Frank
- The Palace (2008) como Richard
- Fingersmith (2005) como Gentleman
- Sons and Lovers (2003) como Paul
- Paradise Heights (2002) como Toby Edwards
- Rockface (2002) como Jamie Doughan
- Lexx (2002) temporada 4, episódio 14 como Cleasby
- Shakespeare Retold - A Midsummer Night's Dream (2005) como Xander
- North and South (2004) como Frederick Hale
- My Family (2001) como Tom

## Teatro
- Venetian Heat
- Romeo and Juliet (2006) as Romeo
- Macbeth
- Sweet Panic (2003)
- Breathing Corpses
- Kiss of the Spider Woman (2007) Donmar Warehouse, London & tour